# Hestimidius ingranulatus
Hestimidius ingranulatus är en skalbaggsart som beskrevs av Stefan von Breuning 1939. Hestimidius ingranulatus ingår i släktet Hestimidius och familjen långhorningar. Inga underarter finns listade i Catalogue of Life.